# والتر کوبیلا
والتر کوبیلا (انگلیسی: Walter Cubilla؛ زادهٔ ۵ مارس ۱۹۸۹) بازیکن فوتبال اهل آرژانتین است.
از باشگاه‌هایی که در آن بازی کرده‌است می‌توان به باشگاه فوتبال لانوس اشاره کرد.